# Soong Joo Ven

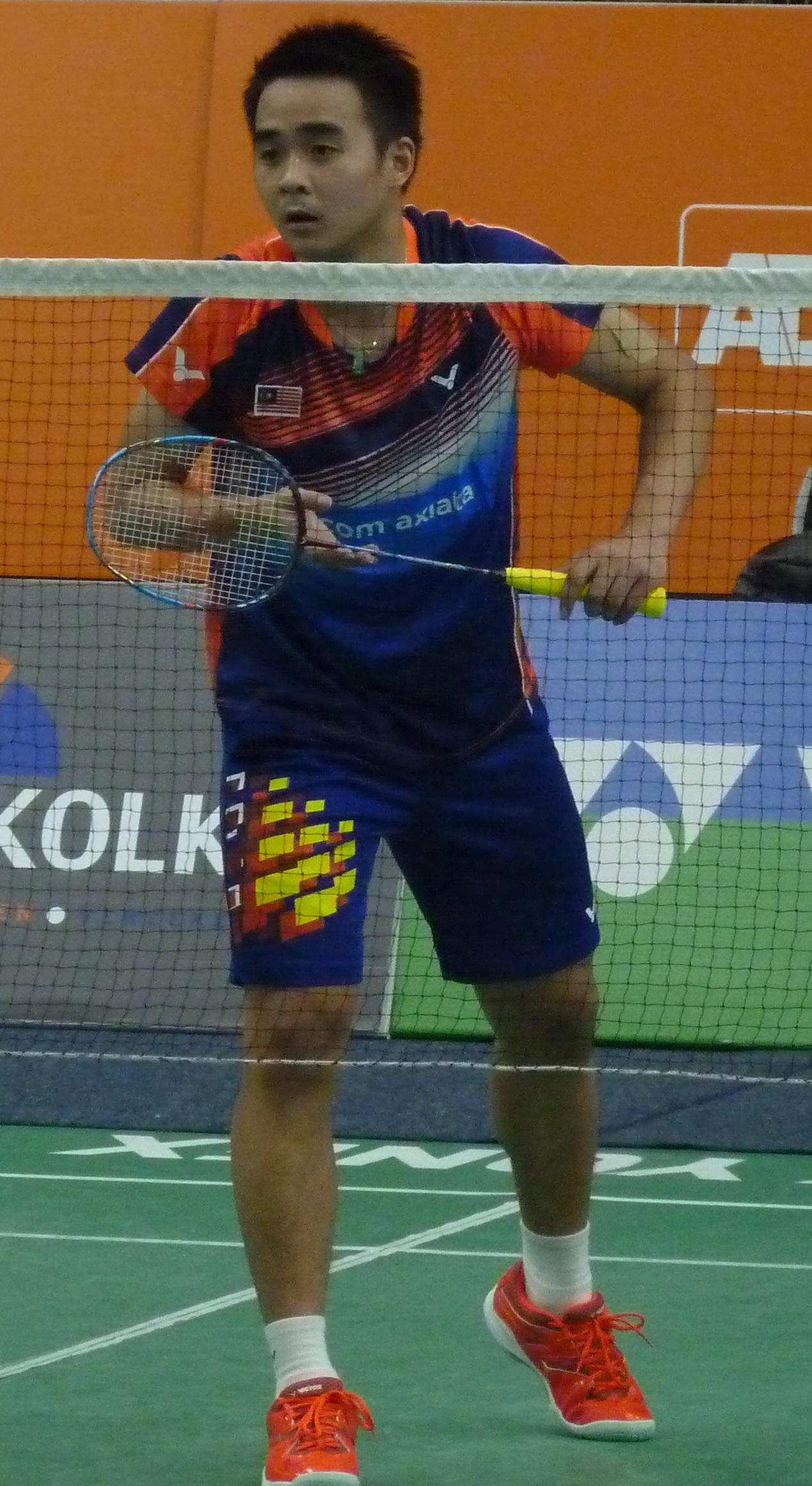
Soong Joo Ven, 2018

Soong Joo Ven (* 19. Mai 1995) ist ein malaysischer Badmintonspieler.

## Karriere
Soong Joo Ven nahm 2011, 2012 und 2013 an den Badminton-Juniorenweltmeisterschaften teil. Bei den Erwachsenen war er 2012 beim Smiling Fish erfolgreich. Des Weiteren startete er bei den Vietnam Open 2012, den Thailand Open 2012, den Vietnam Open 2013, den Thailand Open 2013 und dem India Open Grand Prix Gold 2014. Bei den Dutch Juniors 2012 siegte er im Einzel. 2019 gewann er die Malaysia International Series.